# Hindhead
Hindhead is een plaats in het bestuurlijke gebied Waverley, in het Engelse graafschap Surrey. De plaats telt 4.685 inwoners.

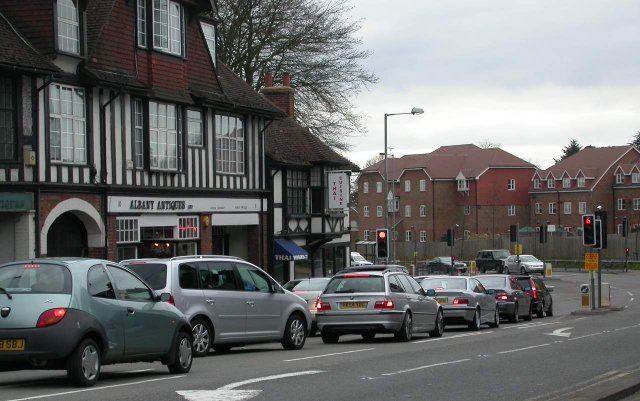
Hindhead in 2005, voor de verlegging van snelweg A3